# BR Engineering BR01
Chronologie des modèles
La BR Engineering BR01 est un prototype de course de la catégorie LMP2 des Le Mans Prototype construit par BR Engineering.

## Conception
Le carter de boîte de vitesses est conçu par BR Engineering. En revanche, les roues et les pignons sont conçus par Hewland. La carrosserie est quant à elle fabriquée chez ARS Tech en Italie.

## Histoire

### 2015
La première apparition du prototype a lieu lors des 4 Heures d'Imola. En effet, la BR Engineering BR01 est engagée pour un programme complet dans l'European Le Mans Series 2015.
La BR Engineering BR01 compte aussi des participations au championnat du monde d'endurance FIA 2015. Ainsi, deux prototypes sont engagés pour les 24 Heures du Mans 2015 et un prototype est engagé pour les 6 Heures de Bahreïn 2015, dernière manche de la saison.
En 2015, seule l'équipe SMP Racing engage le prototype, que ce soit en European Le Mans Series ou dans le championnat du monde d'endurance FIA.

### 2016
La BR Engineering BR01, toujours par l'intermédiaire du SMP Racing, est engagée pour les 24 Heures de Daytona.
Deux prototypes sont utilisés pour l’ensemble des épreuves comptant pour le championnat du monde d'endurance FIA 2016, toujours en collaboration avec le SMP Racing.

## Palmarès
Aucun résultat notable n'est à répertorier à ce jour pour la BR Engineering BR01.